# نقطة مدورة
النقطة نقطة ترقيم مدورة تجعل علامة في بداية كل فقرة من الفقرات المفهرسة. والتنكيت هو وضع هذا النوع من الفهارس.[بحاجة لشرح]
في طباعة المحارف المنضدة، تُعدّ النقطة أو الرمز النقطي، •، رمزًا أو حرفًا طباعيًا يُستخدم لإدخال عناصر في قائمة. مثال:
- أحمر
- أخضر
- أزرق